# Cuina (revista)
Cuina es una revista mensual española especializada en gastronomía. Está publicada en catalán y se difunde en Cataluña, Comunidad Valenciana[cita requerida] e Islas Baleares. Es miembro de la Asociación de Publicaciones Periódicas en Catalán, que la define como "revista de gama alta para saborear los placeres de la buena mesa, con una edición cuidadosa y unas fotografías de gran calidad".
Originalmente denominada «Descobrir Cuina», nació en el año 2000 de la mano de Edicions 62. La dirige el periodista Josep Sucarrats desde 2006. En agosto del 2009 pasó a denominarse "Cuina" y renovó su diseño. En abril de 2010 estrenó su web. Durante la temporada 2009–2010, una parte del equipo de la revista realizaba una sección del programa Cabaret elèctric en iCat fm.
En 2011 estuvo galardonada como mejor revista en los XII Premios de la Asociación de Publicaciones Periódicas en Catalán (APPEC).
 Según el Barómetro de la Comunicación y la Cultura de julio de 2011, "Cuina" es la tercera revista más leída en Cataluña con 62.000 lectores mensuales.